# Фунду-Тутовей
Фунду-Тутовей (рум. Fundu Tutovei) — село у повіті Бакеу в Румунії. Входить до складу комуни Плопана.
Село розташоване на відстані 265 км на північ від Бухареста, 24 км на північний схід від Бакеу, 59 км на південний захід від Ясс.

## Населення
За даними перепису населення 2002 року у селі проживали 593 особи, усі — румуни. Усі жителі села рідною мовою назвали румунську.